# Darwinia (växter)
Darwinia är ett släkte av myrtenväxter. Darwinia ingår i familjen myrtenväxter.

## Bildgalleri

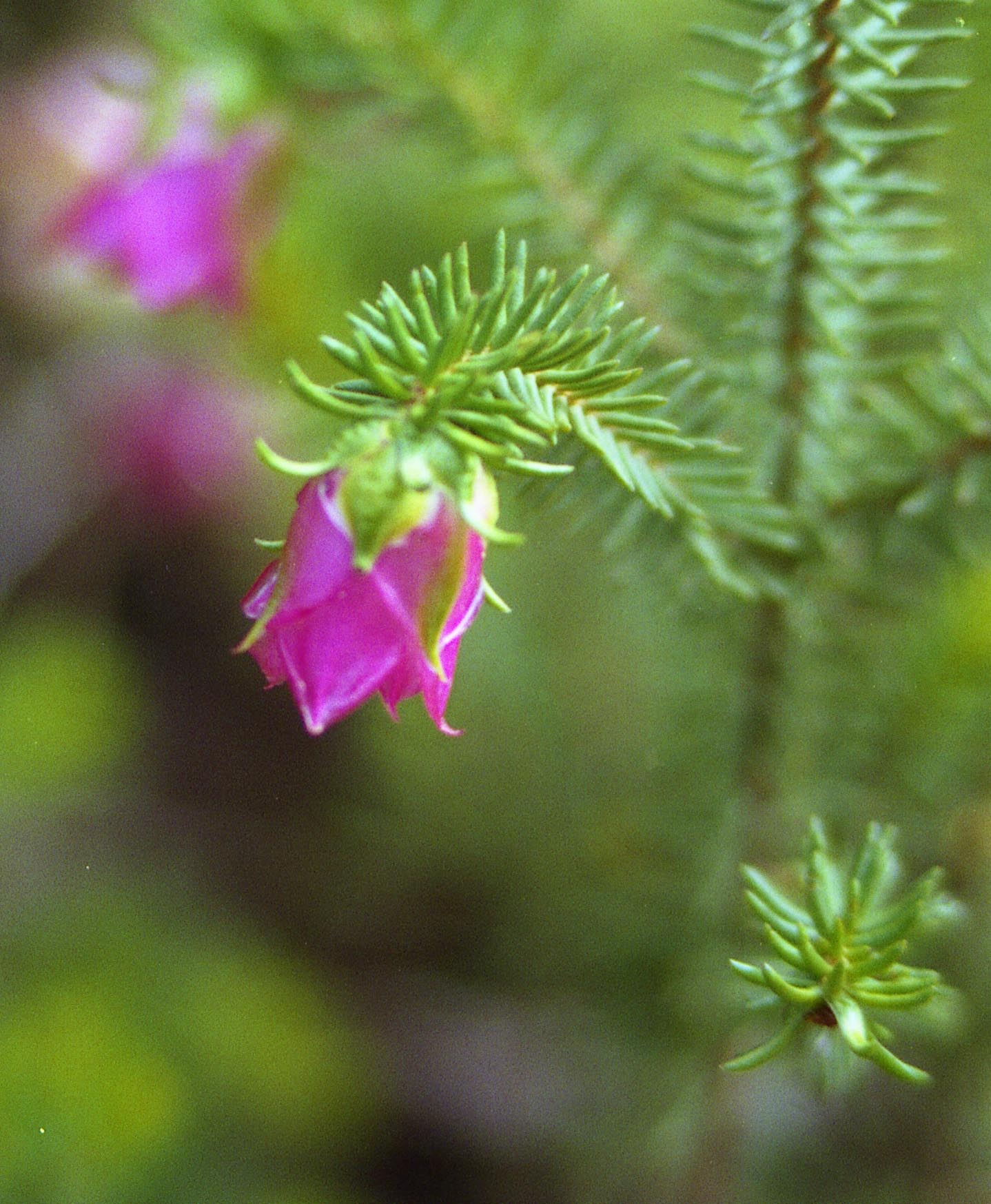
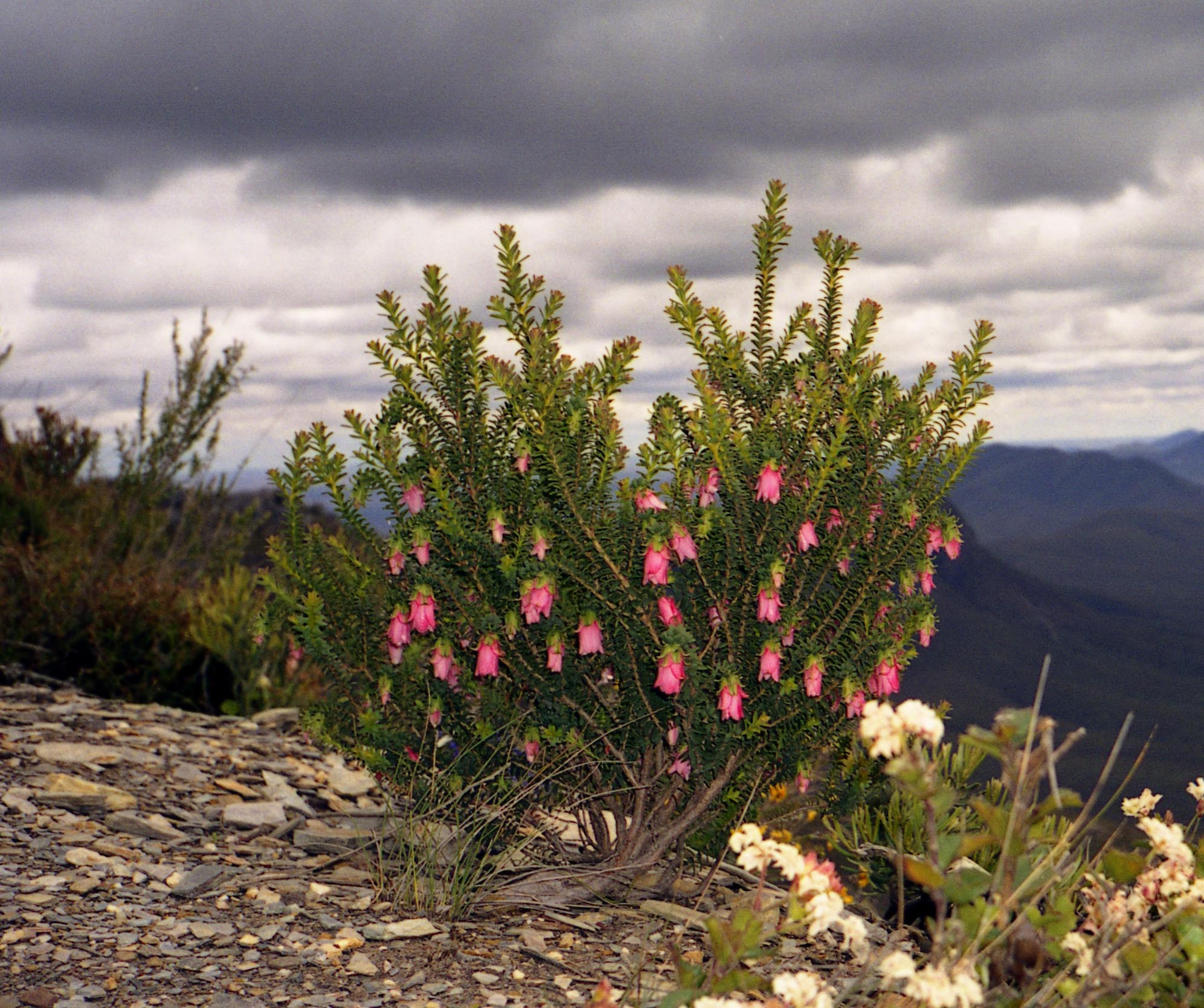
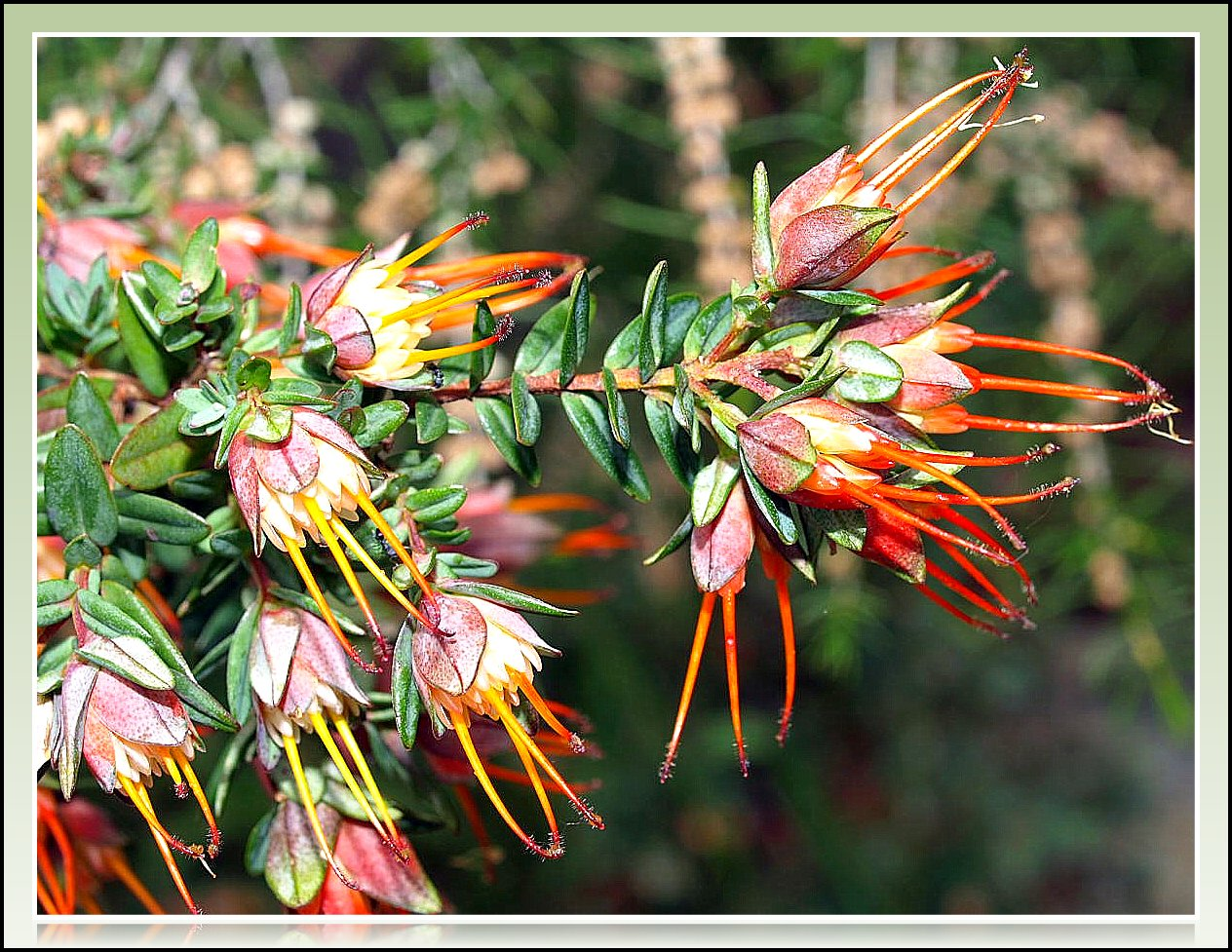
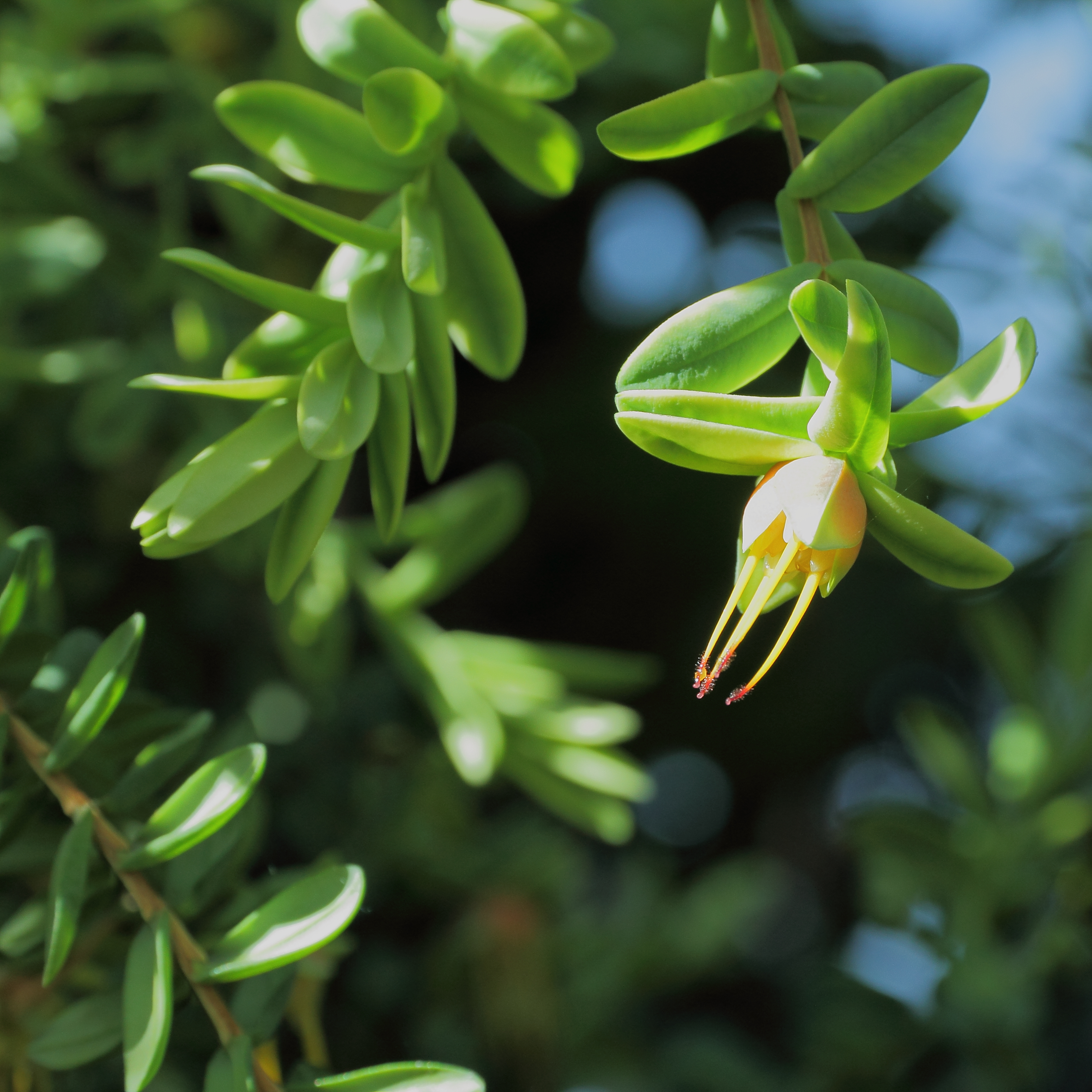
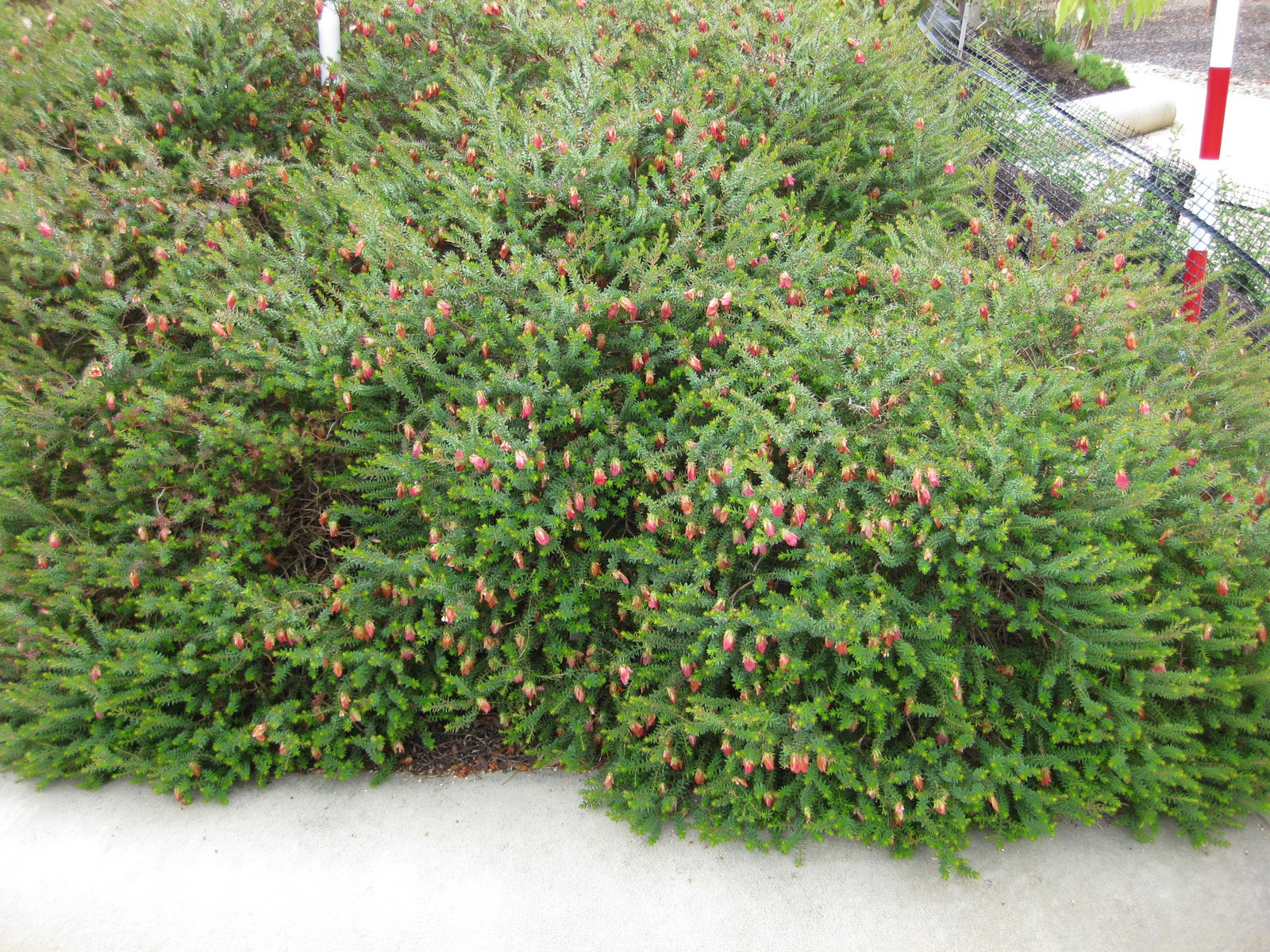
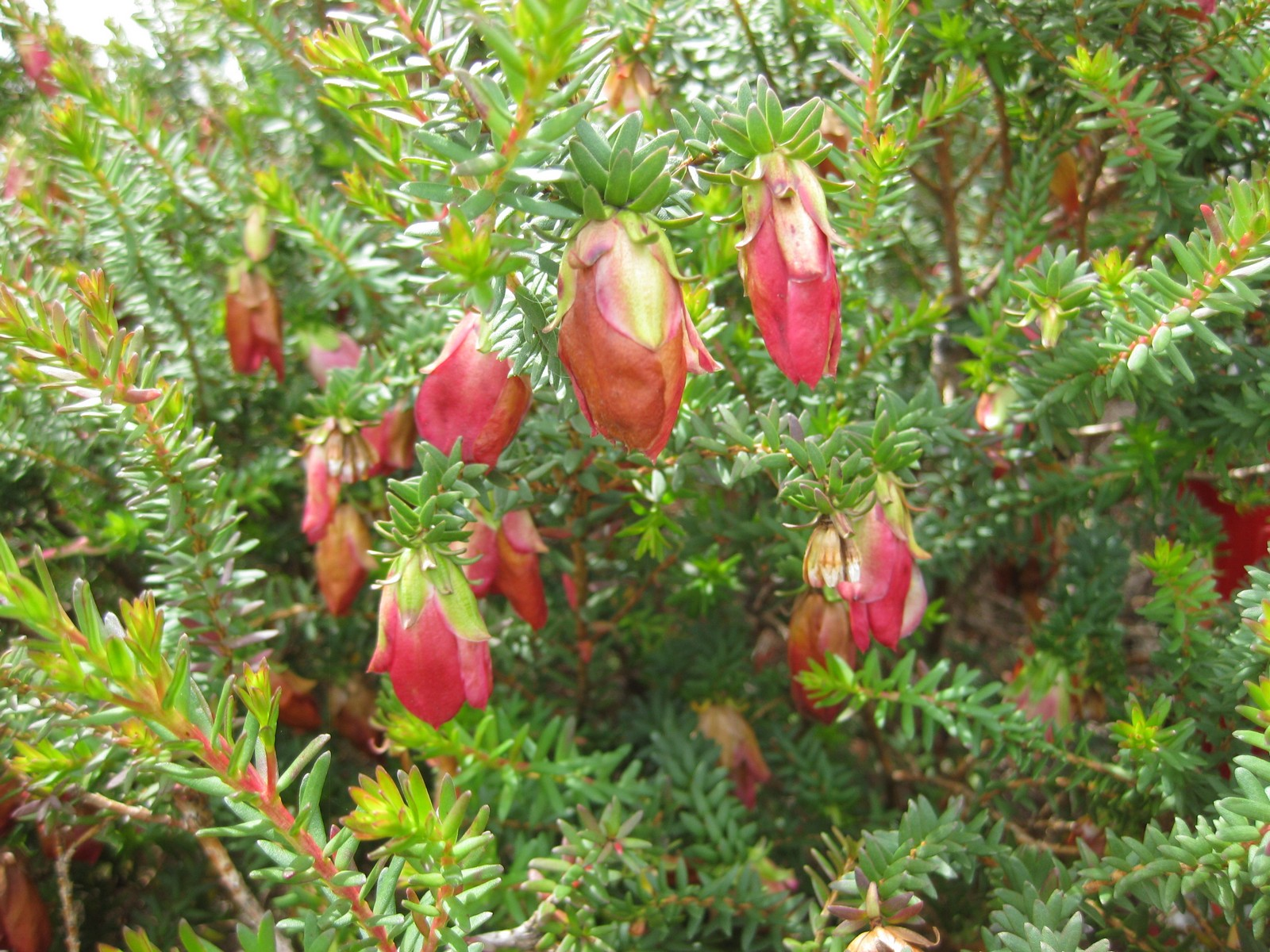

## Dottertaxa tillDarwinia, i alfabetisk ordning[1]
- Darwinia acerosa
- Darwinia apiculata
- Darwinia biflora
- Darwinia briggsiae
- Darwinia camptostylis
- Darwinia capitellata
- Darwinia carnea
- Darwinia chapmaniana
- Darwinia citriodora
- Darwinia collina
- Darwinia diminuta
- Darwinia diosmoides
- Darwinia divisa
- Darwinia fascicularis
- Darwinia ferricola
- Darwinia foetida
- Darwinia glaucophylla
- Darwinia grandiflora
- Darwinia helichrysoides
- Darwinia hortiorum
- Darwinia hypericifolia
- Darwinia leiostyla
- Darwinia leptantha
- Darwinia luehmannii
- Darwinia macrostegia
- Darwinia masonii
- Darwinia meeboldii
- Darwinia micropetala
- Darwinia neildiana
- Darwinia nubigena
- Darwinia oederoides
- Darwinia oldfieldii
- Darwinia oxylepis
- Darwinia pauciflora
- Darwinia peduncularis
- Darwinia pimelioides
- Darwinia pinifolia
- Darwinia polycephala
- Darwinia polychroma
- Darwinia procera
- Darwinia purpurea
- Darwinia repens
- Darwinia salina
- Darwinia sanguinea
- Darwinia speciosa
- Darwinia squarrosa
- Darwinia taxifolia
- Darwinia thymoides
- Darwinia vestita
- Darwinia whicherensis
- Darwinia virescens
- Darwinia wittwerorum